# Ранние корейские государства

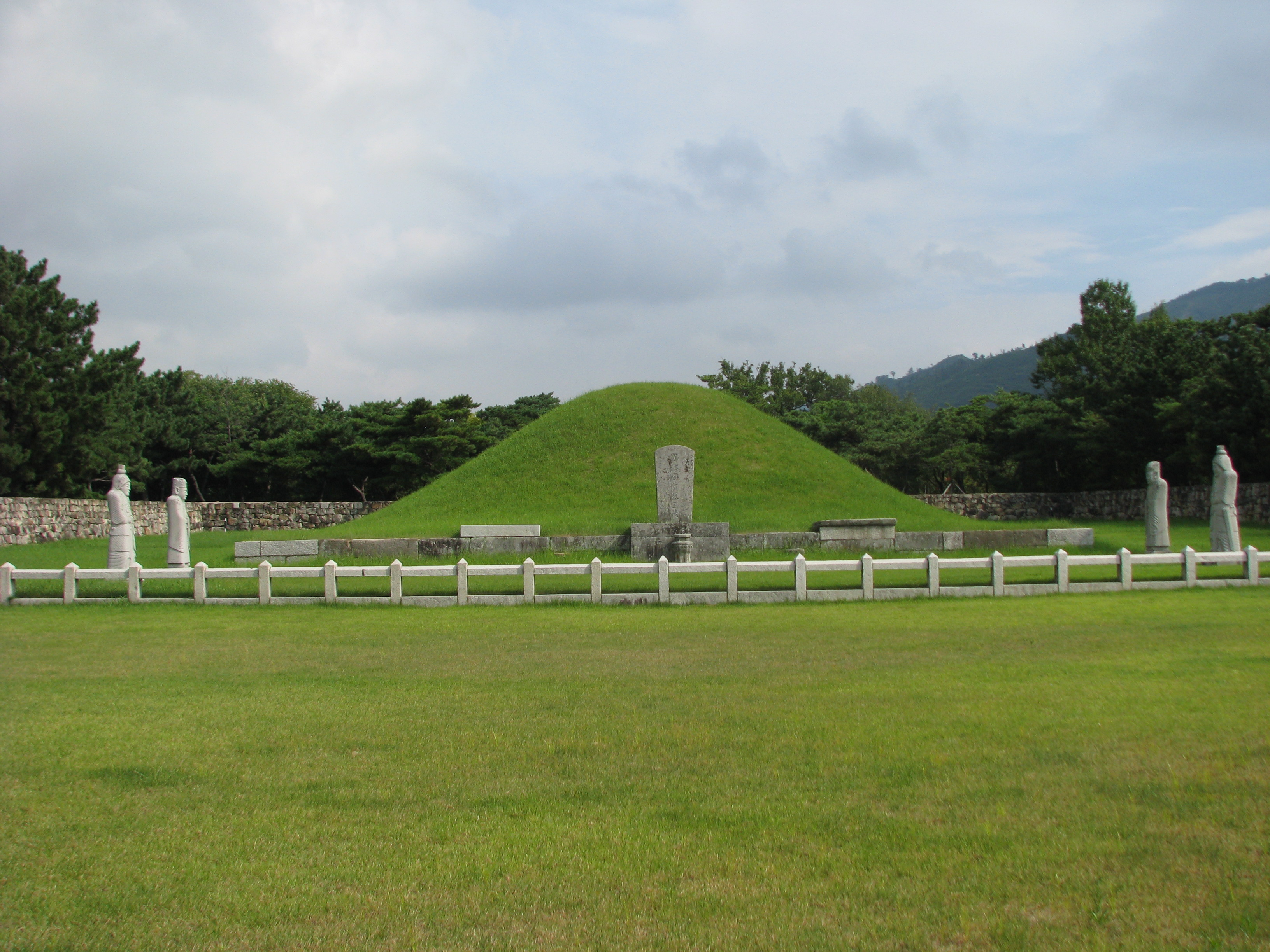
Могила Суро

Термин Ранние корейские государства (кор. 원삼국시대 (Вонсамгуксидэ)) относится к периоду в истории Кореи после падения Кочосона и перед началом доминирования Когурё, Пэкче и Силла.
Это период между падением Древнего Чосона в 108 году до н. э. и падением Четырёх китайских округов в 313 году в южнокорейской историографии называется периодом Самхан. К концу этого периода на Севере образовалась Империя Когурё а на юге государства Пэкче, Силла и племенной союз Кая.

## История
После того, как племенной союз Виман в 108 году до н. э. был разбит китайской династией Хань, его территория, а также сопредельные территории перешли под контроль Империи Хань и было образовано Четыре ханьских округа. 
Помимо этих округов продолжили своё существование племенные союзы  Пуё, Ма, Пён, Чин, Окчо,  Восточное Окчо, E, Восточное Е, .
Со временем возникло государство Когурё. Официальная дата возникновения Когурё — 37 год до н. э., однако первый не мифический правитель этого государства — Юри — умер в 18 году нашей эры. 
В 313 году Когурё завоевало последний из четырёх китайских округов Лэлан.

## Самхан

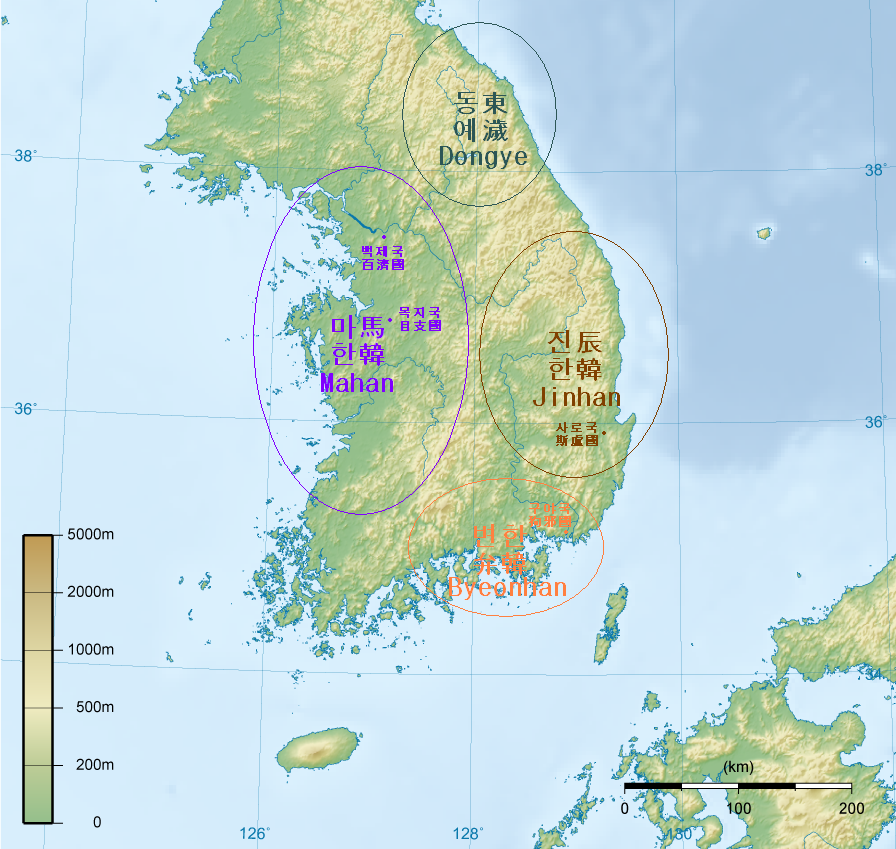
Самхан

В южнокорейской историографии есть понятие — Самха́н (кор. 삼한), Три Хана — в которые на том лишь основании, что они занимали территорию современной Южной Кореи, а не Северной Кореи, выделяют три племенных союза — Ма, Чин и Пён, которые называются как Махан, Чинхан и Пёнхан, что не было их самоназванием. Однако сформировано в 1950-е добавлением в их названия иероглифа 韓 из названия Корейской Империи 大韓帝國, который кроме того обозначает южнокорейскую нацию (у того народа, что по-русски называется «корейцы» в разных странах разная самодентификация: в Южной Корее — хангук, в Северной Корее — чосони, в Китае чосонджок, а в России — корё сарам). 
Слово «сам» (三) означает «три», особое число в корейской нумерологии, а «хан» по-корейски значит «великий» или «лидер». «Хан» на китайском записывается как 韓. Названия племенных союзов основано на современном названии Южной Кореи, 大韓民國 «Тэханмингук» («Великая Нация народа Хан»).
Реально исторически нет никаких оснований отделять эти три племени от других протокорейских племён и государств. В период их исторического существования они не идентифицировали себя как общий союз, и ничем объединяющим их в одно образование не отличались от остальных протокорейских племён. Кроме того на территории современной Южной Кореи был и четвертый племенной Союз — Е. Однако число Четыре является  символом смерти в корейской нумерологии и кроме того не соответствует китайской концепции «Троецарствия». Поэтому оно было исключено из списка правильных Самхан 三韓 племенных союзов.

## Культура
Важной особенностью этого периода истории Кореи было начало широкого применения бронзы и постепенное проникновение железа. Археологические находки обычно включают оружие и сельскохозяйственные орудия.

## Торговля
Торговля ранних государств описана в Саньгочжи («Анналах трёх царств»). Согласно этому документу существовал канал поставки железа, полученного в районе реки Нактонган, в Лолан и Северная Вэй. Контакты с культурами бассейна реки Нактонган подтверждаются археологическими находками из Китая, Вэя и Маньчжурии.
В южной части Корейского полуострова находят китайские бронзовые зеркала, ритуальные бронзовые треножники, украшения и китайские монеты.
Монеты и драгоценности династии Хань находят по всему полуострову, что свидетельствует о развитой системе торговли. Основными предметами экспорта были железо и сырой шёлк. После второго века нашей эры, когда китайское влияние ослабло, железные бруски стали своего рода валютой в торговле между Чинханом и Пёнханом.
Помимо Китая, торговые связи были налажены также и с Японией. Обычно эти связи включали обмен корейского зерна, самоцветов главным образом агатов и яшмы, шерсти и шкур животных на японские изделия из бронзы и жемчуг.